# Toft next Newton
Toft next Newton – wieś w Anglii, w hrabstwie Lincolnshire, w dystrykcie West Lindsey, w civil parish Toft Newton. Leży 17 km od Lincoln. W 1931 roku civil parish liczyła 51 mieszkańców.
Toft next Newton jest wspomniana w Domesday Book (1086) jako Tofte.